# Artjom Jewgenjewitsch Sokolow
Artjom Jewgenjewitsch Sokolow (russisch Артём Евгеньевич Соколов; * 1. April 2003 in Jakutsk) ist ein russischer Fußballspieler.

## Karriere

### Verein
Sokolow begann seine Karriere bei Tschertanowo Moskau. In der Saison 2018/19 spielte er zweimal für die Reserve von Tschertanowo in der Perwenstwo PFL. Die Reserve stellte nach Saisonende den Spielbetrieb ein. Im November 2019 stand er gegen Rotor Wolgograd erstmals im Profikader des Zweitligisten. Sein Debüt in der Perwenstwo FNL gab er im selben Monat gegen den FK Chimki. Dies blieb sein einziger Saisoneinsatz, kurz darauf wurde die Saison COVID-bedingt abgebrochen. In der Saison 2020/21 absolvierte er 14 Partien in der zweithöchsten russischen Spielklasse, aus der er mit Tschertanowo allerdings zu Saisonende abstieg.
Nach dem Abstieg wechselte Sokolow zur Saison 2021/22 zum Erstligisten FK Chimki. Sein Debüt in der Premjer-Liga gab er im August 2021 gegen den FK Krasnodar. Bis zur Winterpause kam er zu zwölf Einsätzen für Chimki. Im Februar 2022 wechselte er zum Ligakonkurrenten Krylja Sowetow Samara. Bis Saisonende kam er zu vier Einsätzen für Samara. In der Saison 2022/23 absolvierte er bis zur Winterpause zwölf Spiele.
Im Februar 2023 wurde er an den Ligakonkurrenten FK Nischni Nowgorod verliehen. Für Nischni Nowgorod kam er während der Leihe zu sechs Einsätzen im Oberhaus. Zur Saison 2023/24 kehrte er nach Samara zurück. Im Anschluss kam er in der Saison 2023/24 aber nur dreimal für Samara zum Zug. Im Juli 2024 wurde er daraufhin erneut verliehen, diesmal an den Zweitligisten Torpedo Moskau.

### Nationalmannschaft
Sokolow spielte zwischen 2018 und 2019 für die russischen U-15-, U-16- und U-17-Teams.